# 国土交通省立山砂防工事専用軌道

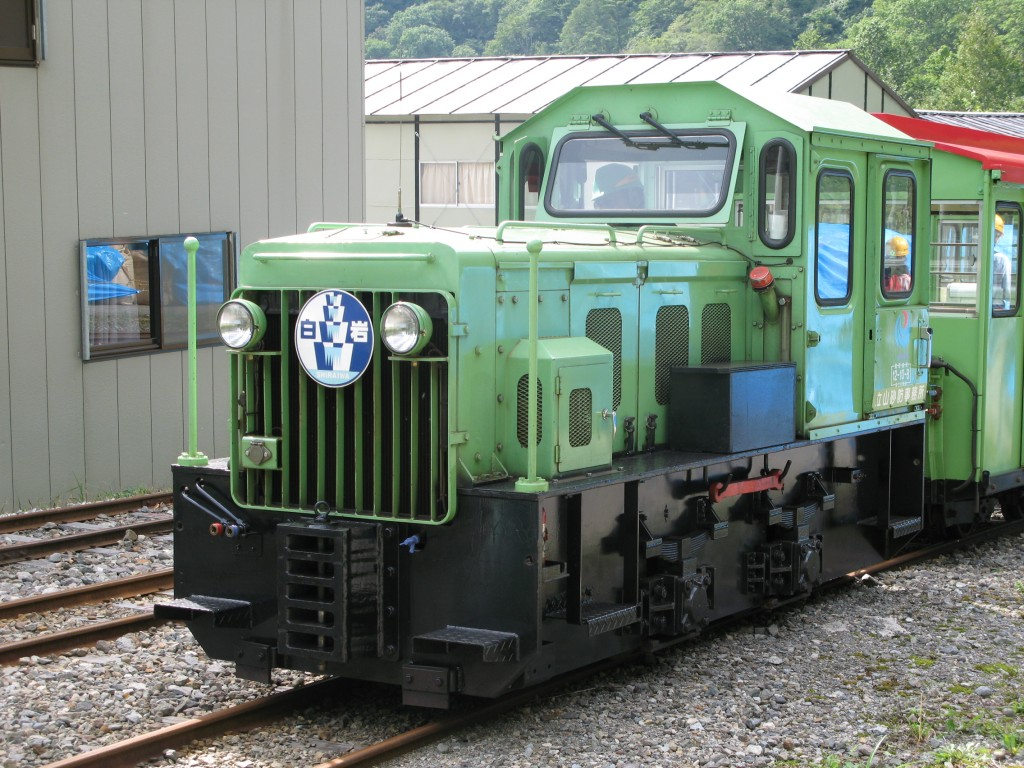
立山砂防軌道のディーゼル機関車

立山砂防工事専用軌道（たてやまさぼうこうじせんようきどう）は、国土交通省北陸地方整備局立山砂防事務所が管轄する工事用軌道（トロッコ列車）である。通称は立山砂防軌道もしくは立山砂防トロッコ。

## 概要

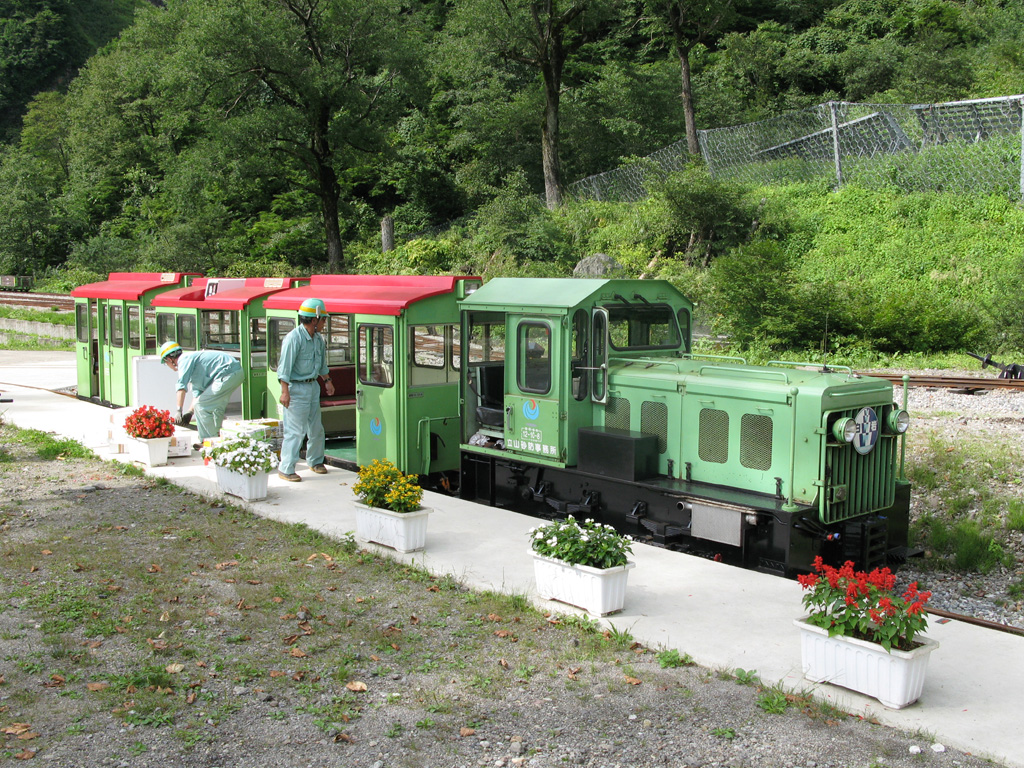
荷物の積み下ろし風景。水谷連絡所にて

この軌道は、国の直轄事業である常願寺川流域の砂防施設建設に伴う資材・人員の輸送を目的とする。
鉄道事業法や軌道法の適用を受けず、労働安全衛生法に基づき運行される工事用軌道ではあるが、約18kmの区間に8か所38段のスイッチバックがあり、一部区間（樺平 - 水谷）では18段に及ぶ連続スイッチバックがあること、またかつて工事用軌道や鉱山鉄道で広く採用されたものの、現存する一般の鉄道路線では例がない610mmのナローゲージを使用していることで知られる。
昭和初期から運行が続けられている工事用軌道としての歴史的性格が評価され、2006年に文化財保護法に基づく登録記念物に登録された。一般客の利用は認められていないが、立山カルデラ砂防博物館が主催する砂防工事の見学会に参加することで、乗車することが可能である（後述）。
路線全体でのスイッチバックの数は日本一で、国外では中華人民共和国に本路線を上回る専用鉄道があるものの、世界的にも類例は少ない。

## 沿革

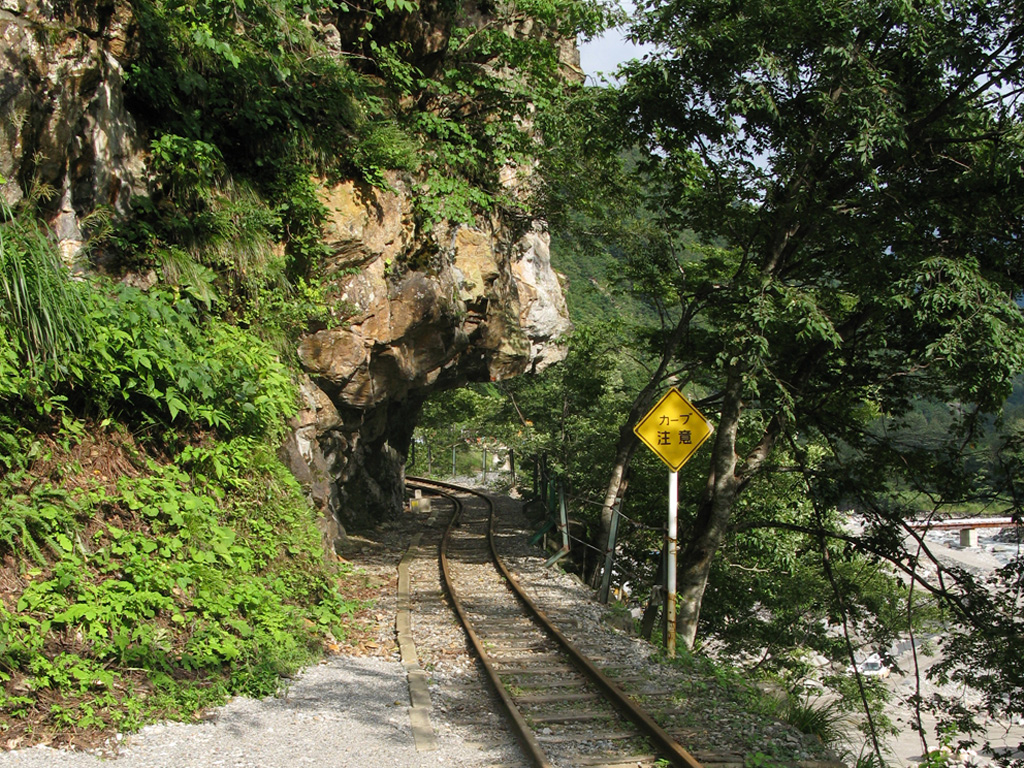
「桑谷のオーバーハング」。代替ルート開通により使用されなくなったが、付近に臨時停車場が設けられ見学用列車が停車する（2007年9月時点）

立山連峰に端を発し富山湾に流れ込む常願寺川は、世界でも有数の急流河川であるうえに上流部に脆い地質の立山カルデラを抱え過去に幾度もの水害や土砂災害を流域にもたらしてきた。1926年には砂防堰堤などの砂防施設建設工事が内務省の直轄事業となったが、これに伴い資材や機材・人員を輸送するための工事用軌道を建設することになった。
軌道工事は1926年に着手、翌1927年に本格着工し1929年には千寿ヶ原 - 樺平間11.7kmが部分開通。1930年には樺平 - 水谷原動所間のインクライン、1931年には水谷 - 白岩間の軌道が開通し千寿ヶ原 - 白岩間の軌道輸送ルートが完成した。
第二次世界大戦中の1944年より一時期運行が休止されたが、1948年に建設省（現在の国土交通省の前身）の管轄に移行し再開。休止期間中にインクラインが崩壊したため、1951年から1964年にかけて樺平 - 水谷原動所間を結ぶ索道が設けられた。
1962年には索道を軌道に置き換えるため、樺平付近に連続18段に及ぶスイッチバックを設ける工事が開始され1965年に開通。千寿ヶ原 - 白岩間が軌道で直結された。水谷 - 白岩間はその後使用されなくなり、千寿ヶ原 - 水谷間の運行となった。
路線は急峻な山岳地帯に敷設されていることから、大雨による路盤の崩壊や落石・倒木等の被害も少なくない。1969年や2004年の豪雨では路線が各所で寸断され、いずれも復旧までに1か月以上を要した。
1998年度 - 2007年度までの10年計画で路線の改修工事が進められ、スイッチバックの数が9か所42段から8か所38段に減少した。またせり出した岩の下をくぐり抜けることで知られた通称「天鳥のオーバーハング」「桑谷のオーバーハング」も代替ルートが開通し廃止された。

## 路線データ
データは、特記がないものは2019年7月時点。
- 路線距離 17.7 km（1980年ごろは18.5 km）[8][13]
- 軌間 610mm[4][13][14]
- 駅数 6連絡所[13]
- 複線区間 なし（全線単線）
- 電化区間 なし（全線非電化）
- 平均勾配 35.6‰
- 最大勾配 83.3‰[1]
- トンネル 12か所[4][13]
- 橋梁 20か所[13]
- 標高差 640.29m[注 1][1]
- スイッチバック 8か所38段[注 2][1][10]

## 連絡所
現在の連絡所（2019年時点）
- 千寿ヶ原（せんじゅがはら）[4] - 立山駅に隣接。
- 中小屋（なかごや）
- 桑谷（くわだに）
- 鬼ヶ城（おにがじょう）
- 樺平（かんばだいら）
- 水谷（みずたに）[4]
  - 終点の水谷連絡所には、立山砂防事務所水谷出張所、工事関係者用の宿舎がある[15]。

過去の連絡所
- 樺中間（かんばちゅうかん） - 樺平連絡所 - 水谷連絡所間のスイッチバック（樺平スイッチバック）中腹に設けられていたが、廃止時期は不明[16]。

## 車両

### 機関車
2020年時点。各車両には、剱岳や薬師（薬師岳を意味する）などの愛称が付けられており、ヘッドマークが取り付けられている。
車両数
- ディーゼル機関車 9両 - 物資・人員の運搬に使用。
- モーターカー 4両 - 巡回連絡用に使用[18]。

主な製造メーカー
- 北陸重機工業 - 現在稼働する機関車・モーターカーはこのメーカー製のみとなっている。
- 加藤製作所
- 酒井工作所（現在の酒井重工業）

保存状況
2020年時点で、以下の施設で保存されている。記載の番号は機関車の番号を表し、特記がないものは静態保存。
- 立山砂防事務所（敷地内）：5-Tg-5（加藤製作所製）[19]
- 立山カルデラ砂防博物館：5-Tld-251（酒井工作所製）[20]
- グリーンパーク吉峰（富山県中新川郡立山町）：60-10-14（北陸重機工業製、無蓋車とともに展示）[21]
- 旧奥飛騨温泉口駅前（岐阜県飛騨市神岡町）：57-10-28・62-10-94（いずれも北陸重機工業製）[14][21][22][23]
- 古河掛水倶楽部（あしおトロッコ館、栃木県日光市足尾町）：Tm-051（堀川工機製）[24]、55-10-45（北陸重機工業製、動態保存）[25]、56-10-21（北陸重機工業製、動態保存）[21]
- 旧明延鉱山鉄道（兵庫県養父市）：2-10-190（北陸重機工業製、動態保存）[22] - 「一円電車」の予備車のほかに軌道の維持管理などに使用[10][26]。
- フォレストステーション波賀（兵庫県宍粟市）：4-10-201（北陸重機工業製、動態保存）[22] - 国土交通省の競売で宍粟市が落札[11]、復活を目指す波賀森林鉄道で使用される予定[27][28]。

### 貨車
- 運搬車 80両ほど（2019年時点）[29]
  - 運搬車には保冷車（1997年から運行、生鮮食料品を輸送）[30]も含まれる。なお、人員輸送の車両数は公表していないが、密閉型の車両が使用されている[31]。

## 運行形態
列車はディーゼル機関車が人車・貨車3両前後を牽引するのが基本編成で、モーターカーによる単行運転もある。全線の所要時間は、上りが1時間45分、下りが1時間55分となっている。
豪雪地帯であるため、列車の全線での運行は毎年5月下旬 - 6月上旬から11月中旬までに限定される。冬期は雪崩による被害が出る恐れのある橋梁や防護柵、軌道などが撤去される。

## 一般客の利用
その特異な線形や車両に加え、立山連峰の絶景地帯を走行することから、鉄道ファンのみならず、一般の観光客からも乗車を求める要望が絶えないが、工事の資材・人員運搬が主な目的の鉄道であり、工事関係者以外の利用は認められていない。
しかし1984年より、砂防工事の見学会の参加者に限り、砂防施設への移動のため利用ができるようになった。1998年からは立山砂防事務所に隣接する立山カルデラ砂防博物館が同館主催の「野外体験学習会」として参加者を公募している。ただし参加するためには事前に申し込みをして抽選に当選する必要があるうえ、悪天候の場合は中止される場合も多い。トロッコを利用した体験学習会は、7月から10月までの水曜日あるいは木曜日に開催される。詳細は、立山カルデラ砂防博物館公式ウェブサイト内の体験学習会を参照。

## 登録記念物
国の文化審議会は、2006年5月19日、立山砂防工事専用軌道を登録記念物とするよう文部科学大臣に答申し、同年7月28日付で正式に登録された。砂防工事に伴う輸送手段としての軌道の歴史的性格が評価された。登録記念物は2005年の文化財保護法一部改正で新設された制度で、同制度で登録される3分野のうち「遺跡」としての登録は立山砂防工事専用軌道が初めて（ほか1件が同時登録）となる。なお登録は厳密にはスイッチバックが42段あった時期の軌道敷に対して行われたものである。